# Алі та Ніно (книга)
Алі та Ніно (нім. Ali und Nino) — роман, під авторством «Курбана Саїда», що розповідає про кохання азербайджанця — мусульманина Алі хана Ширваншира та грузинки — християнки Ніно Кіпіані.
Дія в романі розгортається на Кавказі та в Ірані на тлі подій Першої світової війни. Книга являє собою пошук шляхів до розуміння та примирення ісламу та християнства, Сходу та Заходу. Більшість подій роману відбувається у Старому місті Баку (Ічері-Шехер) і біля нього на початку XX століття.
Вперше роман вийшов німецькою мовою 1937 року у Відні (Австрія). Роман, автор якого досі залишається невідомим, був виданий більше 100 разів 33 мовами світу. Через рік під авторством Курбана Саїда вийшов роман «Дівчина із Золотого Рогу» — другий та останній його роман.
Книга «Алі та Ніно» стала бестселером в 1937 році, вона продовжує видаватися і сьогодні. Роман вважаэться класикою азербайджанської літератури.

## Короткий зміст
Роман «Алі та Ніно» поділено на тридцять розділів. Розповідь ведеться від першої особи, від імені головного героя Алі-хана Ширваншира.

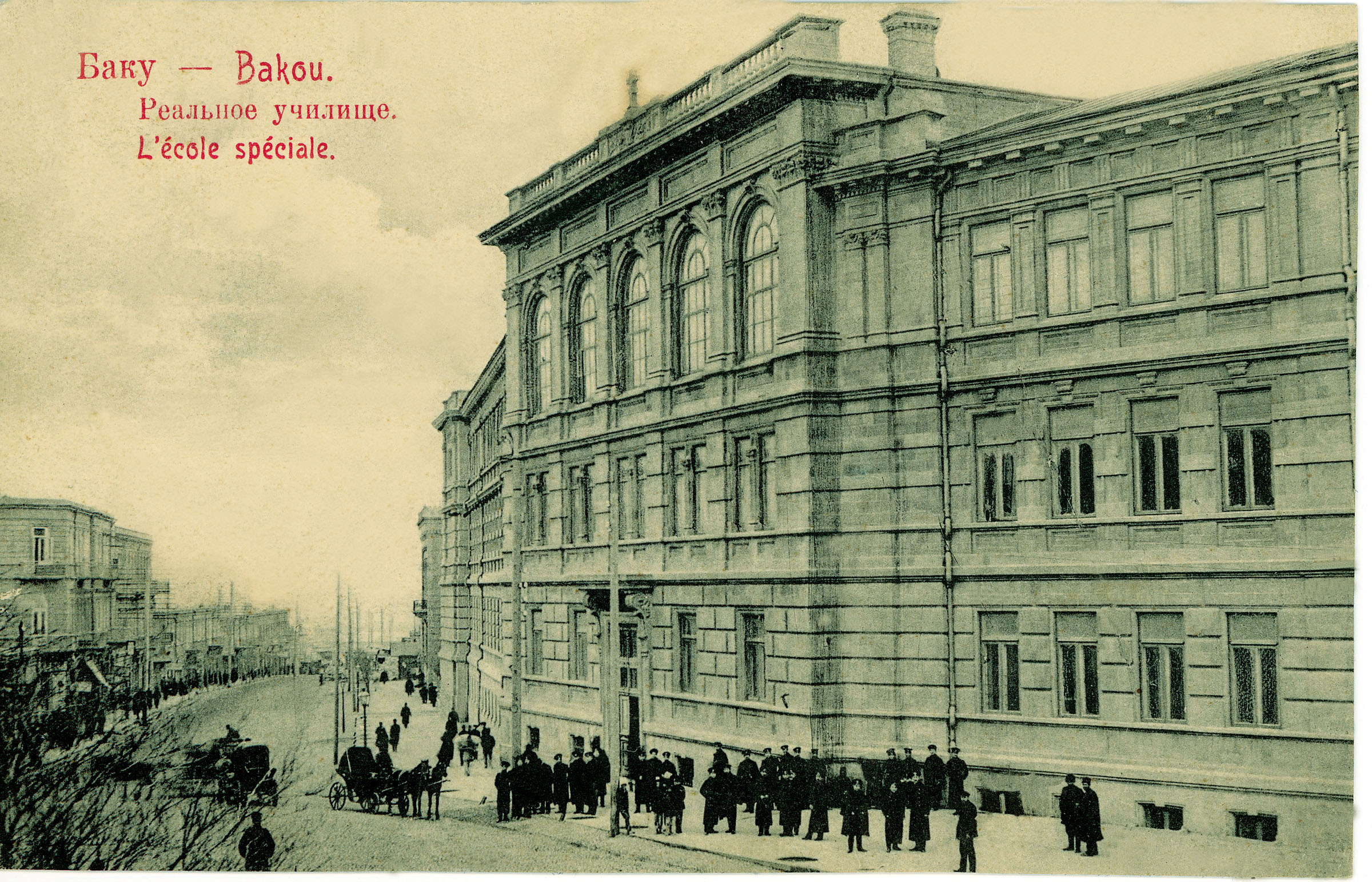
Бакінське реальне училище (у романі — «Бакінська російська імператорська гуманітарна гімназія»), де навчався Алі, початок XX століття

Головний герой роману Алі хан Ширваншир є нащадком старовинного аристократичного роду Ширванширов. Предок Алі хана, Ібрагім хан особисто вручив правителю Баку Гасанкулі хану кинджал, яким той нібито вбив російського генерала Ціціанішвілі (який насправді був застрелений з пістолета при отриманні ключів від Баку, що здався російським військам після облоги). Хоча його батько все ще повністю належить до азійської культури, Алі у школі піддається Західному впливу.
Навчаючись у бакінській гімназії, Алі хан знайомиться з дочкою грузинського князя Ніно Кіпіані та закохується у неї. Алі зустрічав її біля жіночої гімназії святої цариці Тамари, де навчалася Ніно. Алі допомагає їй з уроками, особливо з математики. Потім вони починають зустрічатися у Губернаторському саду, де й уперше цілуються.
Через любов до грузинської князівні Ніно, яка була вихована у християнській вірі, Алі дедалі більше наближається до європейського світу.

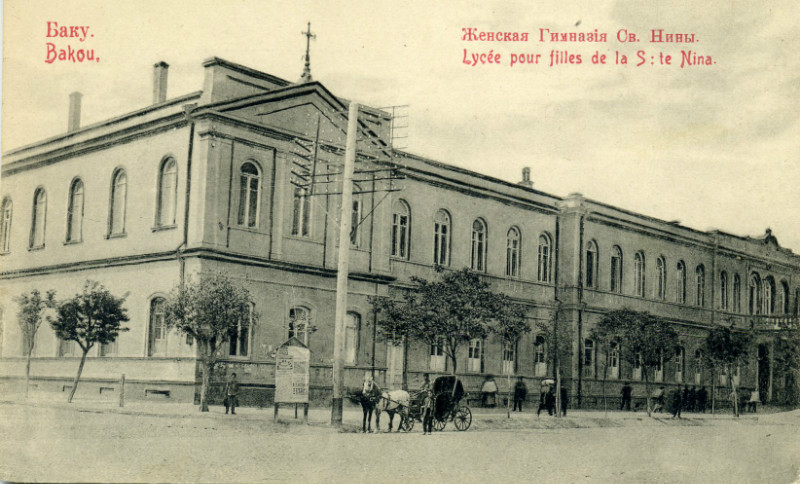
Школа Святої Ніни для дівчаток (у романі — «Жіноча гімназія святої цариці Тамари»), де навчалася Ніно. Початок XX ст.

Після закінчення школи Алі вирішує одружитися з Ніно. Спочатку вона не наважується, поки Алі не обіцяє, що він не змусить її носити чадру, або бути частиною гарему. Батько Алі, незважаючи на його мусульманське традиційне уявлення про жінок, підтримує шлюб, проте отець Ніно намагається його відкласти.
Влітку Алі та Ніно зустрічаються в Шуші, де знайомляться з вірменським аристократом Меліком Нахараряном. Незабаром Алі хан починає дружити з Нахараряном, ведучи із ним цікаві суперечки. Але Нахарарян також закохується в Ніно і хоче сам з нею одружитися і відвезти до Швеції.

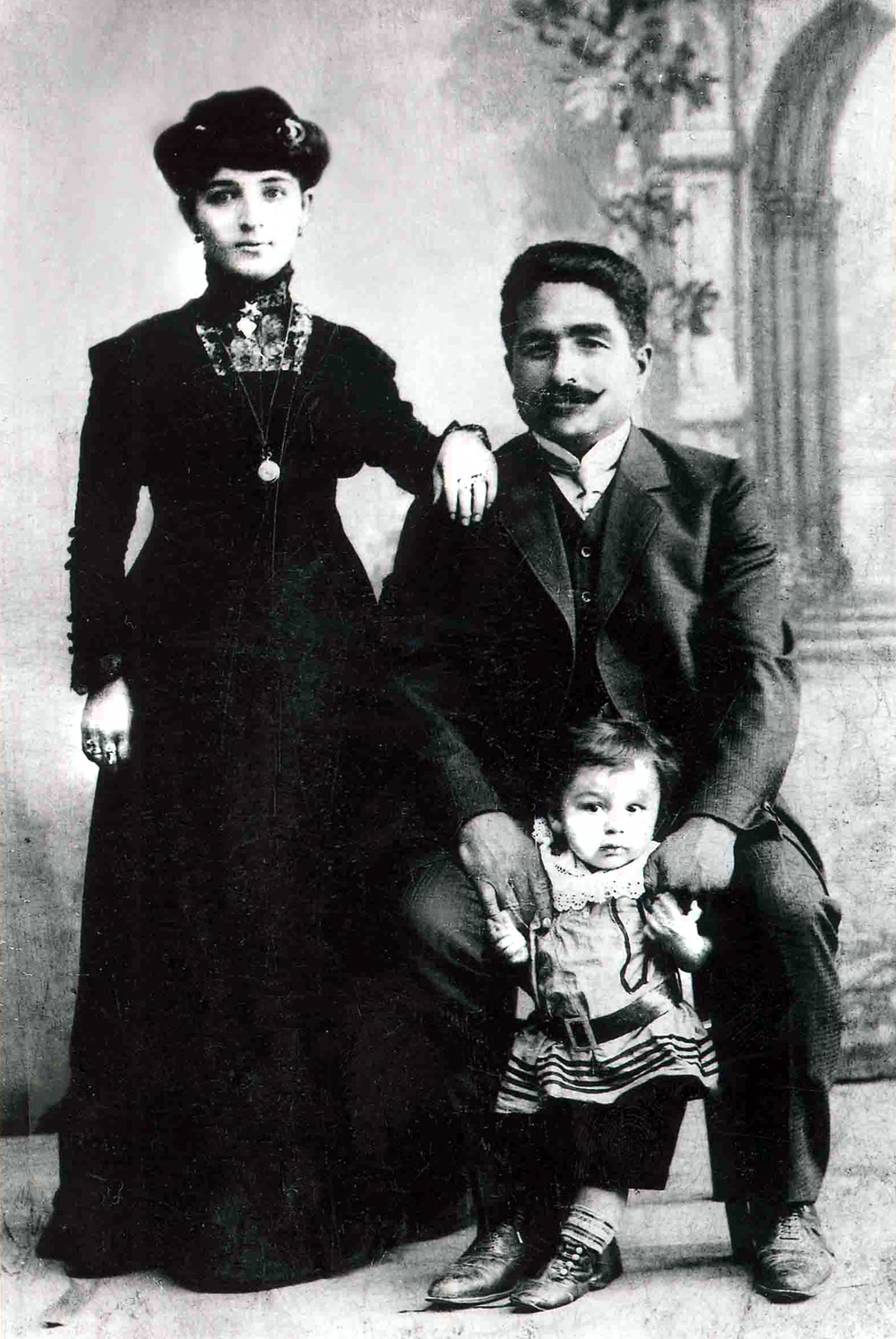
Прототипи Алі та Ніно: грузинка Олександра з християнським минулим та її чоловік азербайджанець Аліпаша Алієв мусульманської традиції з дочкою Тамарою. І в романі у Алі та Ніно є дочка на ім'я Тамара та обидва Алі були вбиті більшовиками. Сім'я жила у двох будинках від будинку, де жив один із можливих авторів роману Юсіф Чеменземінлі. Фотографія початку XX століття

Незабаром починається Перша світова війна. Мусульмани звільнені від військової повинності, але багато хто з них пішов добровольцями. А Алі — ні, чим були дуже незадоволені його батько та дядько. Не розуміє його й Ніно. Але Алі категорично не хоче боротися за інтереси Російської імперії, будучи впевненим у її швидкому розвалі. Він навіть не дивиться на те, що Ніно в Тифлісі гордо показує йому могилу Грибоєдова, чиїй дружині вона припадала онуковою племінницею по материнській лінії.
У Баку Нахарарян, якого Алі вважав другом, викрадає Ніно і відвозить на віллу в Мардакян. Ніно, що володіє вітряним характером, йому не пручається. У гніві Алі верхи на карабахському коні наздоганяє їх, на віллі у Нахараряна в них розгортається бійка, внаслідок якої Алі хан вбиває Нахараряна, стаючи кровником цієї родини. Після цього він змушений переховуватись у дагестанському аулі. Через багато місяців Ніно приходить туди до нього. Алі хан її прощає і вони укладають мусульманський шлюб, після чого кілька місяців живуть у злиднях сільським життям. Ніно у своєму листі батькам зазначає, що їй дуже подобається сільське життя, і що вона ніколи не була такою щасливою.
Як тільки настає революція та березневі бої, Алі хан приймає жорсткі ідеологічні рішення. Коли Османсько-азербайджанська армія наближається до звільнення його рідного Баку, Алі хан стежить за розвитком подій. У зв'язку з небезпекою, що більшовики захоплять Баку, Алі та Ніно біжать до Персії. У Тегерані Алі нагадують про його мусульманське коріння, тоді як Ніно нещаслива в новому середовищі.
Після створення Азербайджанської Демократичної Республіки Алі та Ніно повертаються та стають культурними послами своєї нової країни. Алі пропонують пост посла у Франції. Ця ідея Ніно влаштовує, але Алі відмовляється, боячись, що буде нещасливим у Парижі. Ніно іноді шокують дії Алі хана, коли він одного разу катує себе під час Ашури. Незабаром у них народжується дочка, яку вони називають Тамарою.
Закінчується роман приходом росіян, які займають Баку. Алі хан змушує Ніно взяти дочку і поїхати до Тифлісу. Але сам Алі хан залишається в Гянджі, не бажаючи залишити батьківщину у скрутну хвилину. Під час боїв на Гянджинському мосту він гине, записавши все, що з ним відбувалося, у зошит.
Подальша доля Ніно залишається невідомою.

## Історія видання

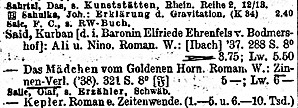
Власником псевдоніма Курбан Саїд, автора книг «Алі та Ніно» (1937) та «Дівчина із Золотого Рогу» (1938) у німецькому книжковому каталозі Deutsches Bucherverzeichnis за 1943 рік вказана Баронеса Ельфріда фон Бодмерсхоф.

Вважається, що в 1935 році хтось невідомий залишив у Відні видавництві EP Tal & Co / Verlag, рукопис німецькою мовою і зник. Автором був вказаний Курбан Саїд. Вважається також, що угода про публікацію роману була підписана в 1937 між видавцем Талем і австрійською баронесою Ельфрідою Ехренфельс фон Бодмерсхоф. 1937 року у Відні роман було видано. Пізніше в 1938 році роман був виданий у Варшаві польською і в Амстердамі голландською, цього ж року — шведською, в 1939 році в Празі — чеською. 1944 року роман був виданий італійською мовою, проте автором був вказаний не Курбан Саїд, а Ессад Бей.
Після Другої світової війни книга була забута, поки в 1969 берлінська художниця Женя Граман не виявила старе видання у вуличного букініста і не перевидала його в США, переклавши її англійською мовою. У 1970 році роман видається англійською в Нью-Йорку, Лондоні та Бейруті (арабською). У 1971 році роман видається в Стамбулі турецькою. Цього ж року Маджид Мусазаде підготував переклад сценарію роману азербайджанським і відправив його на Радіо Свобода.
У 1970-х роках роман видавався також в Амстердамі (1974), Канаді (1972), Парижі (1973), Берні (1973), Мюнхені (1973), Токіо (1974), Осло (1972), Барселоні (1973) і Стокгольмі (1973).
У 1980-х роках роман видається в Амстердамі (1981), Франкфурті-на-Майні (1981), Тегерані (1983), Берні (1989). 1990 року роман вперше публікується азербайджанською мовою в художньо-літературному журналі «Азербайджан». У 1993 році роман вдруге публікується в Баку азербайджанською. 1994 року в Баку в журналі «Літературний Азербайджан» роман у перекладі Мірзи Гусейнзаде вперше видається російською мовою. У 1990-х роках роман також видається в Амстердамі (1991), Лахорі (1993), Нью-Йорку (1990 та 1996), Лондоні (1990), Мюнхені (1992 та 1994), Тегерані (1992) та Дакці (1).
У ХХІ столітті географія публікацій роману розширюється. З 2000 по 2010 рік книга видається у 37 містах світу, включаючи Москву, Пекін, Джакарту, Лісабон, Тель-Авів та ін.

## Проблема авторства
Автор роману досі невідомий. Сам рукопис роману таємниче зник незадовго до його видання, і суперечки про право авторство роману ведуться досі. Деякі дослідники вважають, що під псевдонімом Курбан Саїд ховається азербайджанський письменник, публіцист та історик Юсіф Чеменземінлі, чия біографія схожа на біографію головного героя роману Алі-хана (навчання в Бакінській реальній школі, життя в Шуші тощо).
Інші вважають, що автор твору — німецький письменник і журналіст, син бакинського нафтового магната Аврама Нусімбаума, Лео Нусімбаум, що може доводитися наявністю в романі неточностей, які не міг допустити автор-азербайджанець, але могла б допустити людина, яка лише зовні прилучилася до Азербайджану. Вважається, що Нусімбаум писав під псевдонімом " Ессад Бей ", і в одному з видань роману (1944 року, італійською мовою) автором було вказано М. А. Ессад Бей.
За третьою версією, «Алі та Ніно» написала баронеса Ельфріда Еренфельса фон Бодмерсхоф, дружина барона Омара-Рольфа фон Еренфельса. У німецькому книжковому каталозі «Deutscher Gesamtkatalog» 1935—1939 років під ім'ям «Курбан Саїд» пишеться «псевдонім Еренфельс, ф. Бодмерсхоф, Ельфріди, баронеси». Літа Еренфельс, яка проживає у Відні племінниця баронеси, заявляє, що саме вона є правовласником на «Алі і Ніно» як правонаступниця баронеси.
Існує інша версія, яка стверджує, що псевдонім «Курбан Саїд», як і авторство роману, належить якомусь Мухаммеду Асад-беку, який емігрував на Захід після більшовицької революції..

## Баку в Алі та Ніно

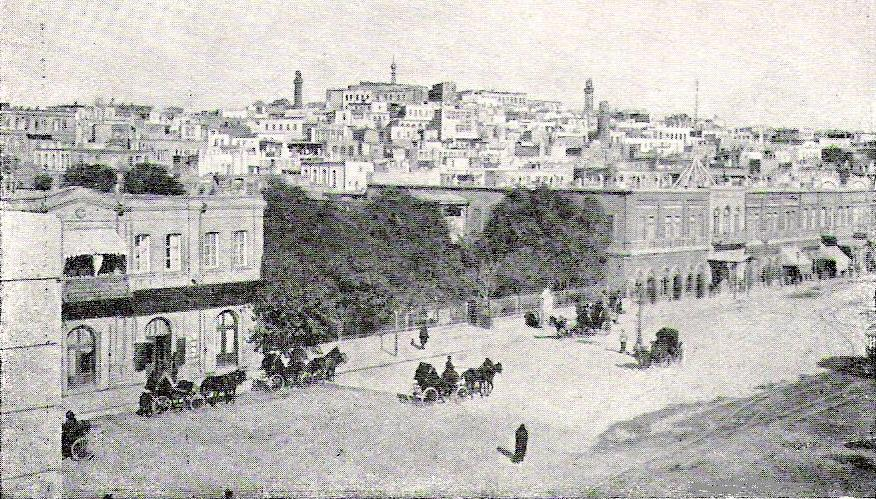
«Давай же залишимося тут, у Баку, адже тут так непомітно переплелися Європа та Азія»— Алі хан Ширваншир (Алі та Ніно, глава XVIII)

У романі Алі та Ніно опиняються залучені до подій, що протікають на тлі першої світової війни, більшовицької революції, зльоту та падіння першої незалежної Азербайджанської Республіки. Ідучи в ногу з часом, вони змушені жити між Сходом та Заходом.
Основні події у романі відбуваються у Баку. Місця міста, згадані у романі, існували й у реальності. У наведеній нижче таблиці наводяться згадані в романі місця міста.
Чи це географічне положення Баку, відносини Алі та Ніно, чи вибір сторін у війні, завжди в романі присутні два табори — Схід і Захід, що охоплюють усі аспекти життя. Згідно з Нурангіз Ходжаровою, Курбан Саїд не змушує читача на будь-яке судження, а дозволяє судити самому, щоб вирішити, чи буде такий поділ розумним, він тонко запрошує читача вийти за рамки, прямо в душу Алі, який не належить повністю до Сходу, ні до Заходу, а належить іншому місцю, званому домом. Для Алі хана Ширваншир ці місцем є Баку. Баку в романі є місцем, де між Сходом і Заходом проходить невидимий кордон, де Алі закохується в Ніно, де його предки билися і вмирали, і де хоче померти він сам.
Рецензуючи роман у «Комерсанті», оглядач Ганна Наринська визначає його текст як орієнталістську стилізацію. Вона пише: Порівнюючи стару і нову частину міста, Алі хан каже: «Переді мною лежали, по суті, не одне, а два міста, що зрослися, як дві половини горіхової шкаралупи. Шкаралупою було зовнішнє місто, що лежить з іншого боку стародавньої фортечної стіни. Вулиці в тому місті були широкі, будинки — високі… Кордон між Європою та Азією теж проходив зовнішнім містом… А по цей бік фортечних стін вулиці були вузькими і кривими, як східний кинджал. Якщо там, за фортечною стіною, в небо встромлялися вежі нафтових промислів Нобеля, то тут — у пухнасті хмари підносилися мінарети мечетей». (Алі та Ніно, глава II).

## Головні герої

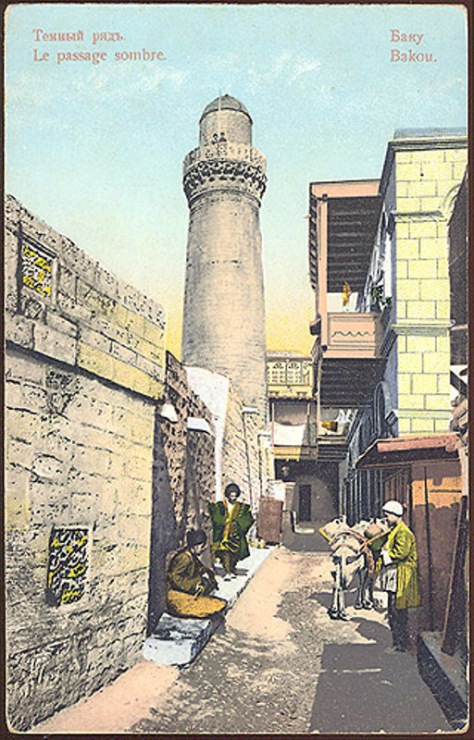
«Наше місто — це суцільні таємниці, які ховаються в його затишних куточках. Я люблю ці таємниці, люблю ці затишні куточки, люблю тьму ночі, що гуде, денний шепіт у дворі мечеті». — Алі хан Ширваншир (Алі та Ніно, глава II)

- Алі хан Ширваншир — нащадок почесного роду Ширванширов, випускник бакінської гімназії, пізніше політичний діяч АДР.
- Ніно Кіпіані — грузинська княжна, кохана, а пізніше дружина Алі хана. Належить до грузинської православної церкви.
- Мелік Нахарарян — вірменський аристократ із міста Шуша, друг Алі хана, який згодом його зрадив.
- Ільяс бек — син Зейнал аги (Гаджі Зейналабдіна Тагієва), друг, однокласник, а пізніше й соратник Алі хана.
- Мухаммед Гейдар — друг і однокласник Алі хана, офіцер російської армії, учасник Першої світової війни.
- Сеїд Мустафа — друг і однокласник Алі хана, син імама. Одружив Алі хана з Ніно.
- Арслан ага — син багатого нафтопромисловця, друг Алі хана, з яким вони навчалися в одній гімназії.

## Географія роману та історичний контекст
Крім Баку, події роману відбуваються в гірських селищах Дагестану, у Шуші, Тифлісі та Персії. В книзі детально описується Баку початку XX століття і життя бакінців у ті роки на тлі таких подій, як світова війна, революція, громадянська війна та березневі події 1918 року, прибуття англійців до Баку, їх догляд, становлення Азербайджанської Демократичної Республіки, взяття більшовицькими частинами Баку, радянізація Азербайджану та придушення вогнищ національного опору.

## Протистояння Сходу та Заходу в романі
Тема протистояння Сходу із Заходом часто зустрічається у романі. У книзі в особі двох закоханих Алі та Ніно показується різниця між Сходом та Заходом, Азією та Європою, ісламом та християнством, двома та різними та схожими один на одного культурами Кавказу. Курбан Саїд нагадує своїм читачам про це знову і знову. Ніно жахливо почувається в Тегерані, тоді як Алі почувається не у своїй тарілці на одній із вечірок для британців у своєму новому будинку в Баку і відмовляється їхати до Парижа. Він каже Ніно: «У Парижі я буду нещасним, як ти в Ірані. У чужому оточенні я тонутиму, як у вирі. Згадай шаміранський палац, гарем. Ти не змогла винести Азію, я не зможу вижити у Європі. Давай же залишимося тут, у Баку, адже тут так непомітно переплелися Європа та Азія. Не зможу я поїхати до Парижа. Там немає ні мечеті, ні фортеці, ні Сеїда Мустафи. Мені необхідно дихати повітрям Азії, щоб виносити цю орду іноземців, що наринули в Баку. Ти зненавиділа мене під час мухаррема, я ненавидитиму тебе в Парижі. Не відразу ж, але після якогось карнавалу чи балу, куди ти потягнеш мене, я почну ненавидіти цей чужий світ і тебе. Тому я мушу залишатися тут. Я тут народився і хочу померти».. Проте Алі, так само як і Ніно, чужий в Ірані, і роль Ніни як господиня на західній вечірці здається фальшивою. Проте, вони обидва щасливі у Баку, Тифлісі, Шуші. Оскільки вони, як зазначає Елін Сулейманов, вдома на Кавказі.
Нурангіз Ходжарова пише, що це слова людини, яка не лише азієць чи європеєць, мусульманин чи християнин, але людина, яка несе у своєму серці мир і відданість, які не можуть бути зведені нанівець якимись зовнішніми силами.
«Наше місто — це суцільні таємниці, які ховаються в його затишних куточках. Я люблю ці таємниці, люблю ці затишні куточки, люблю темряву ночі, що гуде, денний шепіт у дворі мечеті. Люблю тому, що саме тут Аллах дозволив мені народитися людиною, шиїтом, послідовником імама Джафара. І коли вже Він такий милостивий до мене, то нехай дозволить мені й померти на цій вулиці, у цьому домі, де я народився»., — Каже Алі.
Книга, як вважає Елін Сулейманов, сповнена символізму. Наприклад, в епізоді, де Алі переслідує Ніно Нахараряна, що викрав, на знаменитому карабахському скакуні, — символ Сходу, тоді як Нахарарян їде на своєму європейському автомобілі, — символ Заходу.

## Відгуки та критика
У березні 2007 року на базі альтернативного Творчого Центру Молоді у місті Баку молодий режисер Ельвін Мірзоєв на сцені Будинку Акторів поставив спектакль «Алі та Ніно». Вистава мала шалений успіх і отримала низку запрошень на міжнародні театральні фестивалі. Але з невідомих причин через кілька місяців вистава була закрита. Лише через 4 роки «Алі та Ніно» було відновлено режисером з новою трупою Бакинського Муніципального Театру. 2012 року «Алі та Ніно» отримав запрошення на Всеросійський Театральний Фестиваль " Золота Маска ". У міжнародному блоці «Маска плюс» вистава була представлена на сцені театру «На Страсному». Оглушливий успіх спектакль мав і на Міжнародному театральному фестивалі " Мельпомена Таврії " місті Херсоні (Україна). Акторка Нігяр Гасанзаде за роль Ніно Кіпіані була удостоєна нагороди та диплома за " Найкращу жіночу роль ". Перші світові виконавці Алі та Ніно — режисер та актор Ельвін Мірзоєв та Нігяр Гасанзаде.
Характери героїв — мужнього, але палкого Алі і химерної, але вірної Ніно — незмінні. Долі вирішені наперед. Розмови повчально наївні. Здавалося б — Лейла і Меджнун часів Першої світової та громадянської воєн.
"Видатна книга. Таке почуття, ніби знайшов скарб" — The New York Times
«Блискучий шедевр … Не можу пригадати жодної подібної любовної історії в художній літературі» — Washington Star
«Зворушлива та красива історія… живий погляд на зіткнення культур та безсмертя кохання» — Time

## Переклади
Роман Алі та Ніно видавався 33 мовами світу. На сьогодні відомо понад 100 публікацій роману, більшість яких перекладено з німецького оригіналу та першого англійського перекладу.
- На азербайджанському (азерб. Əli və Nino).

Вперше роман «Алі і Ніно» з німецької азербайджанською мовою переклав у 1972 році, в Мюнхені, співробітник «Радіо Свобода» Меджид Мусазаде. І радіо протягом року знайомило слухачів у Баку із цим романом. Скрипти цих передач нині перебувають у Державному Архіві Азербайджанської Республіки. Вдруге переклад здійснив співробітник того ж радіо Мірза Хазар. Саме його переклад було надруковано в Баку в 1990 році в журналі «Хазар». У цьому року роман у перекладі Мірзи Хазара було видано у художньо-літературному журналі «Азербайджан».
1993 року роман на кирилиці публікує видавництво «Язичі». 2004 року — видавництво «Саду», але автором вказано не Курбан Саїд, а Юсіф Чеменземінлі. Пізніше роман видавався азербайджанською у 2006, 2007, 2008, 2010 та 2012 роках.
- Албанською (алб. Aliu dhe Ninoja).

Роман лише раз вийшов албанською мовою 2009 року в Тирані у видавництві OMSCA-1. Переклав роман Гурі Шьюті.
- Англійською (англ. Ali and Nino).

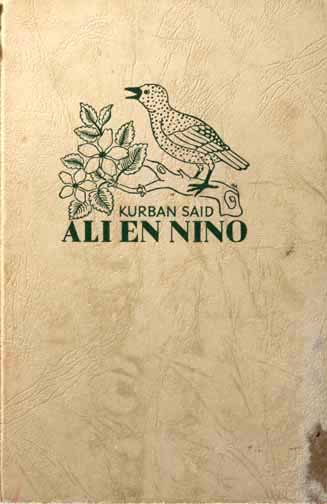
Обкладинка видання 1938 року голландською.

Роман видавався англійською 15 разів. Вперше він публікується у 1970 році у Лондоні видавництво Hutchinson. Переклала роман у 1967 році з німецької народилася в Росії, пізніше берлінська художниця Женя Граман, що емігрувала до Європи (1920-і — 2002). Вона отримала дозволи на переклад у Люсі Таля, вдови Петера Таля — власника видавництва, яке вперше опублікувало роман 1937 року у Відні. На сьогодні багато виданнь роману вийшло саме у перекладі Жені Граман. Цього ж року роман публікує у Нью-Йорку видавництвом Random House.
У 1971 році видавництво Arrow Books публікує роман у Лондоні, а роком пізніше Pocket Books видає книгу в США та Канаді. 1990 року Vintage/Ebury публікує роман у Нью-Йорку, а Робін Кларк — у Лондоні. У 1996 Overlook Press публікує роман у Нью-Йорку і права на авторство відносяться Люсі Талю, а вже в 2000 там виходить ця ніга під видавництвом Thorndike Press, де автором прав на книгу вказана Ліла Ехренфелс. У цьому ж році в Лондоні роман публікує Chatto & Windus (де правовласником також вказана Ліла Ехренфелс) та Vintage, а в Нью-Йорку — Anchor.
- Арабською (араб. علي ونينو

На арабському роман видавався тричі: у 1970, 2002, 2003 та 2010. Вперше у 1970 році роман вийшов у Бейруті у видавництві Dar Al-Quds. Переклав роман Абдель Вахаб аль-Ахмаді. У 2003 році роман також у Бейруті видав Matabat al-Fakih. Переклад було здійснено з англійського перекладу німецького оригіналу.
- Бенгальською (бенг. अली और नीनो).

Усього бенгальською мовою роман видавався п'ять разів. Вперше роман видав 1995 року в Дакці Салех Уддін з Bud Publications. Переклав роман із перекладу Женні Грамон доктор Бюльбюль Сарвар. Вдруге роман було видано 2000 року, а 2003 — роман видав у Калькутті Абдур Рахман Маллік. А в 2004 у Дакці — Абдур Роуф Бокул. Востаннє на бенгальському роман було видано 2008 року.
- Угорською (угор. Ali es Nino).

У 2002 році Magyar Konyvklub видав роман у Будапешті. Переклала книгу Марія Борбаш.
- Голландською (нід. Ali en Nino).

Роман сім разів видавався голландською. Вперше у 1938 році в Амстердамі роман видав Ван Холькема та Варендорф. У 1974 та 1981 рр. там же роман видав De Harmonie. Переклала книгу з англійської Ельзи Хуг. В 1991 Ван Холькема і Варендорф повторно видали роман.
У 2002, 2004 та 2009 pp. в Амстердамі роман видав De Bezige Bij. Переклав роман з німецької Мейжеринк.
- Грецькою (грец. Αλί και Νίνο).

Грецькою роман вийшов 2002 року в Афінах у видавництві Psichogios Publications. Переклали роман з англійської Марія та Елені Паксиноу.
- Грузинською (груз. ალი და ნინო).

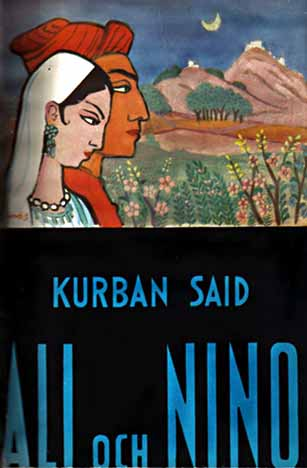
Обкладинка видання 1938 року шведською. Художник Roland Svensson

. Роман двічі виходив грузинською мовою. У 2002 році в Тбілісі у видавництві Діоген вийшов переклад Майї Міріанашвілі і в 2004 році переклад Гіоргія Джабашвілі.
- Данською (дан. Ali og Nino).

У листопаді 2008 року роман вийшов у Копенгагені видавництвом Forlaget Vandkhunsten. Переклали роман Юдіта Прайс та Йорген Херман Монрад.
- На івриті (івр. עלי ונינו

У 2001 році роман вийшов у Лоді та Тель-Авіві у видавництві Zmorah-Bitan. Переклав з англійської Майкл Дак.
- Індонезійською (індонез. Ali dan Nino).

У липні 2004 року роман вийшов у Джакарті у видавництві Serambi. Переклали роман Маріана А. та Хікмат Дамаван.
- Іспанською (ісп. Ali y Nino).

Роман чотири рази видавався іспанською. У 1973 році роман був виданий у Барселоні Plaza y Janes. Переклав з англійської Адольфо Мартін. У 2000 році роман вийшов в Мадриді у видавництві Debate/Media, а в 2001 і 2012 в Барселоні вийшов переклад Ісабели Пайно Хіменес-Угарте.

## Схожа тема у літературі
- Аслі та Керем — анонімний дастан про кохання азербайджанця Керема та вірменки Аслі[12].
- Бахадур і Сона — роман Нарімана Наріманова про кохання студента — азербайджанця Бахадура і вірменки Сони[13].
- У 1905 році — п'єса Джафара Джаббарли про кохання азербайджанця Бахші та вірменки Сони.
- Червоне покривало — розповідь А. Бестужева про кохання азербайджанки до російського офіцера.
- Романтична історія — розповідь Степана Зоряна про кохання азербайджанця Алі та вірменки Катаріни.

## Скульптура
У 2011 році в Батумі було встановлено рухому скульптуру «Алі та Ніно». Скульптором є Тамара Квесітадзе, яку на створення твору надихнув роман. Висота скульптур — по сім метрів. На самому початку скульптура мала назву «Чоловік і жінка». Але після того, як було ухвалено рішення встановити її в Батумі, фігури отримали імена героїв книги Курбана Саїда — Алі та Ніно. Сталеві Алі та Ніно повільно рухаються назустріч один одному, змінюючи становище кожні 10 хвилин, доки не зустрінуться і не зіллються в одне ціле. Після цього починається зворотний процес, а потім все за новою.

## Екранізації
У 2016 році в Англії було поставлено фільм Алі та Ніно «Ali and Nino». У ролі Ніно — Марія Вальверде, а в ролі Алі — Адам Бакрі.